# Abraham Willaerts
Abraham Willaerts (zřejmě mezi 1603 až 1613 Utrecht – říjen 1669 Utrecht) byl nizozemský barokní malíř.

## Život a dílo
Abraham Willaerts se narodil v Utrechtu malíři Adamovi Willaertsovi a jeho manželce Mayken Adriaens van Herwijckové. Přesné datum jeho narození není známo, uvádí se roky 1603, 1604 či 1613; pravděpodobně se ale narodil ještě před rokem 1613. Spolu se svým bratrem Isaacem a Cornelisem studoval malířství u svého otce, v roce 1624 se pak stal členem utrechtského Cechu svatého Lukáše a pracoval v ateliéru Jana van Bijlerta. V roce 1628 odjel do Paříže a studoval u významného malíře náboženských a historických témat Simona Voueta, a po návratu do Utrechtu pracoval pro hraběte Jana Mořice Nassavsko-Siegenského, s kterým v roce 1637 společně s malíři Albertem Eckhoutem a Fransem Postem odplul do Brazílie, jelikož byl Jan Mořic jmenován guvernérem holandských držav v této zemi. Willaerts navštívil také Angolu, a po svém návratu do Evropy v roce 1644 chvíli žil v Amersfoortu na panství Jacoba van Campena. V roce 1659 se měl Abraham Willaerts údajně zdržovat v Římě a mělo se mu zde přezdívat „Indián“ kvůli jeho stykům s brazilskými domorodými kmeny; neexistují ale žádné písemné doklady o jeho pobytu v Itálii. 25. ledna 1662 se v Utrechtu oženil s Marií de Rechteren van Hemertovou (1627–1714) a měl s ní syna Ottu a Abrahama Christiaena. Pohřben byl 18. října 1669 v Utrechtu.
Abraham Willaerts maloval především obrazy s námořní a historickou tematikou, ale též i portréty a obrazy budov; spolupracoval také s Willemem Ormeou na jeho zátiších. Jeho malby svým stylem velmi připomínají díla jeho otce Adama, přestože Abraham strávil delší čas v zahraničí a byl zde vystaven různým uměleckým vlivům. Jeho obrazy (stejně jako díla jeho otce a bratrů) se vyznačují živějšími barvami než u jiných nizozemských malířů marin tohoto období, a lodě jsou vyobrazeny ve vlámském manýristickém stylu.
Díla Abrahama Willaertse jsou vystavena v Ermitáži, v Rijksmuseu, v Statens Museum for Kunst či v National Maritime Museum v Greenwichi. Své obrazy podepisoval písmeny „ABW.“ („Ab. W.“) či „A. W.“ (nebo „A w.“ a „AW“).

## Galerie
- Portrét rodiny majitele lodi
- Námořní bitva během První anglo-nizozemské války
- Willem Ormea, Abraham Willaerts: Rybí zátiší s rozbouřeným mořem
- Portrét mladé ženy a dívky, čtyři další portréty v pozadí
- Rozbouřené moře